# Фавела
Фавела је назив за дивље насеље у Бразилу. Мада се појам најчешће везује за фавеле у Рио де Жанеиру и у Сао Паулу, има их у скоро сваком већем бразилском граду. Фавеле су назване према брду Моро да Фавела, где се прва фавела појавила. Назив тог брда, фавела долази од имена биљке са игличастим лишћем које расте у неплодним предјелима бразилског сјевероистока. 
Првобитне насеобине су формирале избјеглице и ратни ветерани грађанског рата у Канудошу, у Баији (1895-1896), тако што су окупирали јавну земљу, углавном у неплодним дијеловима предграђа. Ова насеља су прозвана фавела, осим тога што су се налазила на истом земљишту и зато што, исто као и биљка, ова насеља су успјела опстати упркос условима у којима постоје. Годинама касније, већина сиромашне популације, тек ослобођени робови, су замијенили избјеглице и ратне ветеране.
Преко 70% становништва у фавелама су црнци и мелези а вода за пиће им је један од највећих проблема. Често становници фавела, фавеладори, буше цеви градског водовода како би дошли до воде. И поред тешких услова живота и сиромаштва, управо из фавела потичу најпознатије школе самбе у Рију, а у фавелама су одрасли и неки од најпознатијих бразилских, али и светских фудбалера: Пеле, Роналдо, Ривалдо, итд.